# PFK Beroe Stara Zagora
El PFK Beroe Stara Zagora és un club de futbol búlgar de la ciutat de Stara Zagora.

## Història
El club va ser fundat el 19 de març de 1916. Ha guanyat un cop la lliga búlgara el 1986 i 4 cops la Copa Balcànica els anys 1968, 1969, 1982 i 1984. Entre d'altres, han destacat al club futbolistes com Petko Petkov, Petr Jèkov, Tenyo Minchev, i Kancho Kasherov.

### Evolució del nom[1]
- 1916 Vereya
- 1918 Borislav
- 1924 Beroya (en unir-se a Rekord)
- 1949 DSO (Dobrovolna Sportna Organizatsia) Stroitel
- 1951 DSO Udarnik
- 1957 DSO Botev (en unir-se a SKNA i Spartak)
- 1959 DFS Beroe (en unir-se a Lokomotiv)
- 1985 FK Beroe
- 1999 FK Olimpik-Beroe (en unir-se a FK Olimpik Teteven)
- 2000 PFC Beroe

## Palmarès
- Lliga búlgara de futbol (1): 1986
- Copa búlgara de futbol (1): 2010
- Copa Balcànica de clubs (4): 1968, 1969, 1982, 1984

## Entrenadors
| Nom                | Anys      |
| ------------------ | --------- |
| Panayot Tanev      | 1953      |
| Borislav Asparuhov | 1954      |
| Panayot Tanev      | 1957–1959 |
| Ivan Radoev        | 1959–1964 |
| Anastas Kovachev   | 1964-1965 |
| Manol Manolov      | 1965-1966 |
| Krum Milev         | 1966-1968 |
| Hristo Mladenov    | 1968–1969 |
| Petko Petkov       | 1983-1985 |
| Evgeni Yanchovski  | 1985-1987 |
| Petko Petkov       | 1987-1989 |
| Dragolyub Beklavac | 1999-2000 |
| Asparuh Nikodimov  | 2003-2004 |
| Ivan Vutov         | 2004-2005 |
| Hans Kodrić        | 2005      |
| Petko Petkov       | 2005-2006 |
| Ilian Iliev        | 2006-2007 |
| Eduard Eranosyan   | 2007      |
| Radoslav Zdravkov  | 2007      |
| Nikolay Demirev    | 2007      |
| Ilian Iliev        | 2008      |